# Stypella vermiformis
Stypella vermiformis är en svampart som först beskrevs av Berk. & Broome, och fick sitt nu gällande namn av D.A. Reid 1974. Stypella vermiformis ingår i släktet Stypella, ordningen Auriculariales, klassen Agaricomycetes, divisionen basidiesvampar och riket svampar.   Inga underarter finns listade i Catalogue of Life.
I den svenska databasen Dyntaxa används istället namnet Stypella papillata för samma taxon.  Arten är reproducerande i Sverige.